# Metrópole de Montenegro e do Litoral

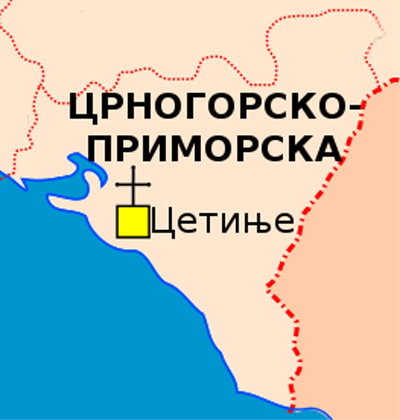
Mapa da Metrópole de Montenegro e do Litoral

Catedral da Ressurreição de Cristo em Podgorica, concluída e consagrada em 2013.

A Metrópole de Montenegro e do Litoral (em sérvio:  Митрополија црногорско-приморска, transl. Mitropolija crnogorsko-primorska) é a maior eparquia da Igreja Ortodoxa Sérvia no moderno Montenegro. Fundada em 1219 por São Sava, como a Eparquia de Zeta, continuou a existir, sem interrupção, até o presente, e permaneceu uma das dioceses mais proeminentes da Igreja Ortodoxa Sérvia. O atual bispo metropolitano é Joanício. Seu título oficial é "Arcebispo de Cetinje e Metropolita de Montenegro e do Litoral" (em sérvio:  Архиепископ цетињски и митрополит црногорско-приморски, transl. Arhiepiskop cetinjski i mitropolit crnogorsko-primorski).

## História

### Eparquia de Zeta (1219-1346)
A Eparquia de Zeta foi fundada em 1219 por Sava da Dinastia Nemanjić, o primeiro Arcebispo da Igreja Ortodoxa Sérvia autocéfala. Depois de receber a autocefalia do Patriarcado Ecumênico de Constantinopla e a confirmação do Imperador Bizantino, o Arcebispo Sava organizou a área sob sua jurisdição eclesiástica em nove bispados. Um deles foi o Bispado de Zeta (a metade sul do moderno Montenegro e a parte norte da moderna Albânia). A Sé dos bispos de Zeta era o Mosteiro do Santo Arcanjo Miguel em Prevlaka (perto da moderna Tivat). O primeiro Bispo de Zeta foi o discípulo de São Sava, Ilarião (c. 1219).
Após a proclamação do Patriarcado Sérvio de Peć em 1346, o Bispado de Zeta estava entre várias eparquias elevadas a dignidade honorária de metrópole, por decisão do Conselho Eclesiástico-Estatal, realizado em Skopje, e presidido pelo Imperador sérvio Estevão Dušan.

### Metrópole de Zeta (1346-1496)

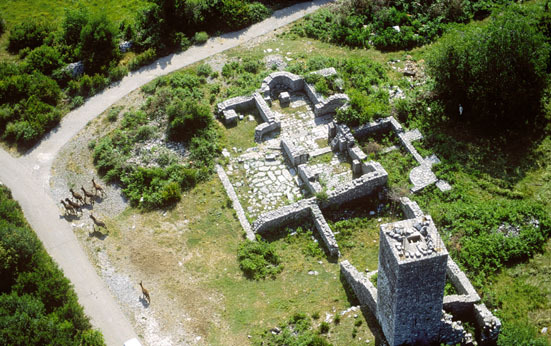
Restos do Mosteiro de Prečista Krajinska (século XV)

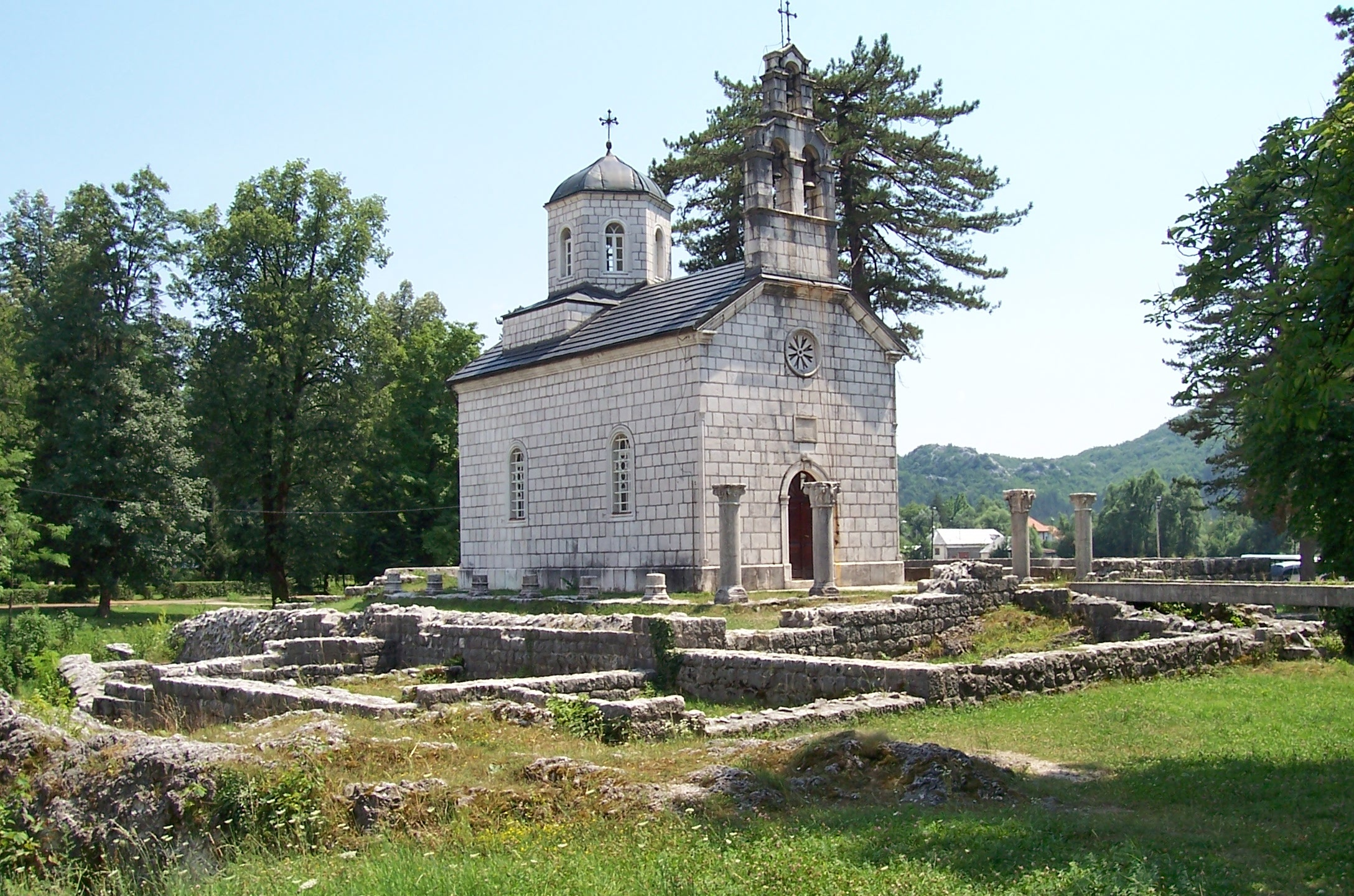
Restos do Mosteiro de Cetinje original, perto da nova "Igreja da Corte" em Cetinje.

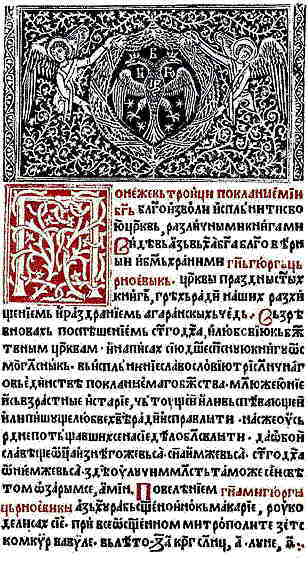
Os Octoecos Cetinje (1494)

Após a dissolução do Império Sérvio (1371), a região de Zeta foi governada pela Casa de Balšići, e em 1421 foi integrada ao Despotado Sérvio. Durante esse período, a República de Veneza conquistou gradualmente as regiões costeiras de Zeta, incluindo as cidades de Kotor, Budva, Bar e Ulcinj. A Metrópole de Zeta foi diretamente afetada pelo avanço veneziano. Em 1452, os venezianos destruíram o Mosteiro da Catedral em Prevlaka, a fim de facilitar seus planos para a conversão gradual dos Cristãos ortodoxos dessas partes da costa para a fé católica romana. Depois disso, a sede da Metrópole mudou várias vezes, transferindo-se entre o Mosteiro de São Marcos em Budva, o Mosteiro de Prečista Krajinska, o Mosteiro de São Nicolau em Vranjina (Lago Skadar) e o Mosteiro de São Nicolau em Obod (Rijeka Crnojevića). Finalmente, foi transferido para Cetinje, na região do Velho Montenegro, onde o Mosteiro de Cetinje foi construído em 1484, pelo Príncipe Ivan Crnojević de Zeta.
A partir do final do século XV, as regiões montanhosas de Zeta ficaram conhecidas como Crna Gora ( em sérvio: Црна Гора), significando a Montanha Negra, daí o Montenegro. Em 1493, o filho e sucessor do Príncipe Ivan, o Príncipe Đurađ Crnojević (1490-1496), abriu uma gráfica em Cetinje, dirigida por Hieromonge Macário, e produziu o primeiro livro a ser impresso entre os eslavos do sul. Era o "Cetinje Octoechos", uma tradução sérvio-eslava do original grego de um livro de serviço que ainda é usado até hoje no ciclo diário de serviços na Igreja Ortodoxa. Em 1496, Zeta inteiro, incluindo Montenegro, caiu para os turcos, mas a Metrópole sobreviveu.

### Eparquia de Cetinje nos séculos XVI e XVII
Depois de 1496, a Eparquia de Cetinje (em sérvio: Цетињска епархија), bem como outras eparquias da Igreja Ortodoxa Sérvia, continuaram a existir sob o novo domínio otomano. Tinha jurisdição diocesana sobre o Velho Zeta, hoje conhecido como Velho Montenegro, mantendo sua Sé em Cetinje. Teve influência espiritual sobre o território entre Bjelopavlići e Podgorica ao rio Bojana. A eparquia também incluiu algumas partes da Herzegovina, de Grahovo a Čevo. De 1557 a 1766, a eparquia esteve sob constante jurisdição do Patriarcado Sérvio de Peć.
Durante os séculos XVI e XVII, os bispos e os líderes cristãos locais lideraram a resistência armada contra os otomanos em várias ocasiões, com algum grau de sucesso. Embora os otomanos governassem nominalmente o sanjaco de Montenegro, as montanhas montenegrinas nunca foram completamente conquistadas. Os bispos e líderes locais muitas vezes se aliaram à República de Veneza. No início do século XVII, os montenegrinos lutaram e venceram duas importantes batalhas em Lješkopolje (1603 e 1613), sob a liderança e comando do Metropolita Rufim Njeguš. Esta foi a primeira vez que o metropolita liderou e derrotou os otomanos.

### Metrópole de Cetinje sob os Petrović-Njegoš

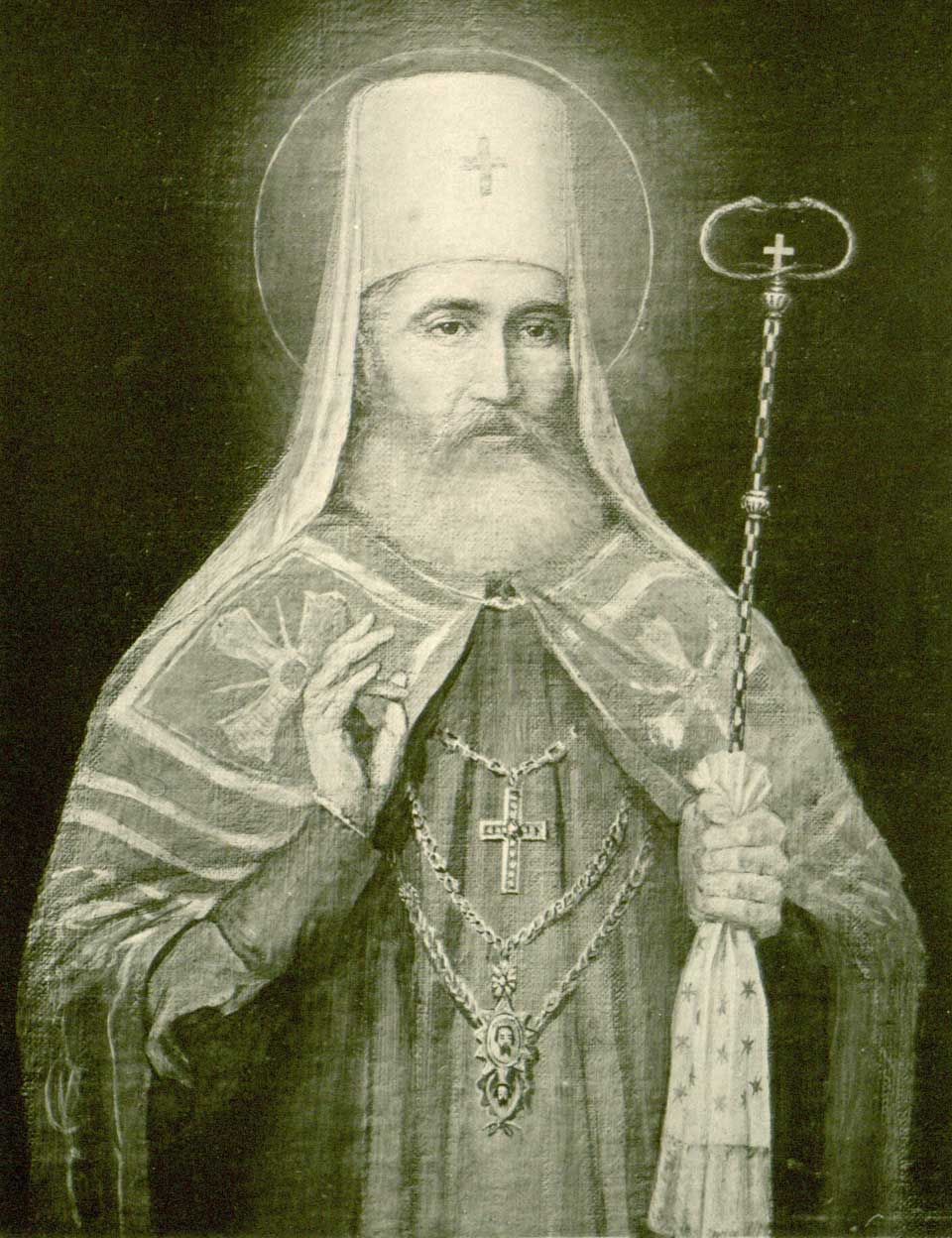
Metropolita Peter I, canonizado como St. Petar de Cetinje

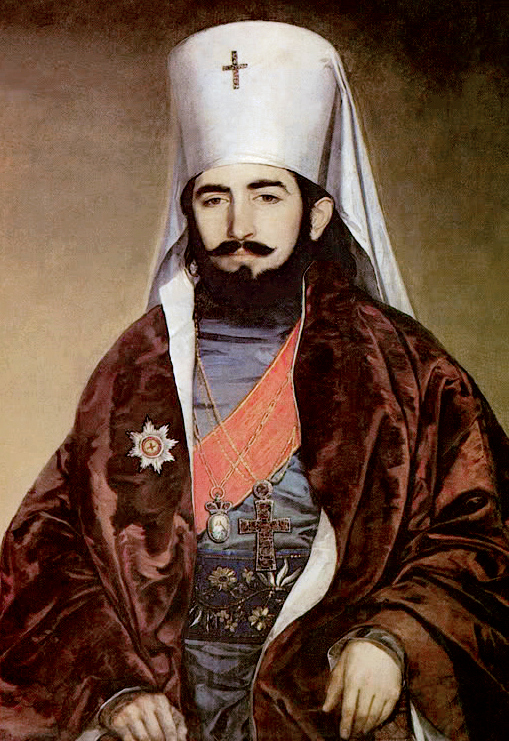
Metropolita Petar II Petrović-Njegoš (1830-1851)

Todo o território da metrópole foi severamente afetado durante a Guerra Moreana, e em 1692 o antigo Mosteiro de Cetinje foi devastado. Em 1697, foi eleito o novo metropolita Danilo Petrović-Njegoš, como o primeiro entre vários hierarcas da família Petrović-Njegoš, que ocuparia o mesmo cargo sucessivamente até 1851. O Metropolita Danilo (1697-1735) era muito respeitado, não apenas como líder espiritual, mas também como líder do povo. Ele combinou em suas mãos tanto o poder espiritual quanto o secular, estabelecendo assim uma forma de "hierocracia". Ele se tornou o primeiro Príncipe-Bispo do Velho Montenegro e continuou a se opor ao Império Otomano, mantendo os laços tradicionais com a República de Veneza. Ele também estabeleceu laços diretos com o Império Russo, buscando e recebendo ajuda financeira e proteção política.
Seus sucessores continuaram a mesma política. Os metropolitas Sava II Petrović-Njegoš (1735-1750, 1766-1781) e Vasilije Petrović-Njegoš (1750-1766) tiveram que se equilibrar entre otomanos, venezianos e russos. Durante esse tempo, os metropolitas de Cetinje continuaram a ser ordenados pelos Patriarcas sérvios de Peć (até 1766), e mais tarde pelos Metropolitas sérvios de Karlovci na Monarquia dos Habsburgos (até 1830). Após o breve mandato de Arsenije Plamenac (1781–1784), várias novas políticas foram introduzidas pelo Metropolita Petar I Petrović-Njegoš (1784–1830), que iniciou o processo de unificação entre o Velho Montenegro e a região de Brda. O mesmo processo foi concluído por seu sucessor Petar II Petrović-Njegoš (1830–1851), que recebeu a consagração do Santo Sínodo russo em 1833, estabelecendo uma prática que durou até 1885. Como reformador da administração estatal, Petar II fez preparativos para a separação do poder espiritual e secular, e após sua morte tal separação foi implementada. Seus sucessores se tornaram: Príncipe Danilo Petrović-Njegoš como governante secular, e o metropolita Nikanor Ivanović como líder espiritual, novo metropolita de Montenegro.

### Eparquia principal em Montenegro (1852-1918)

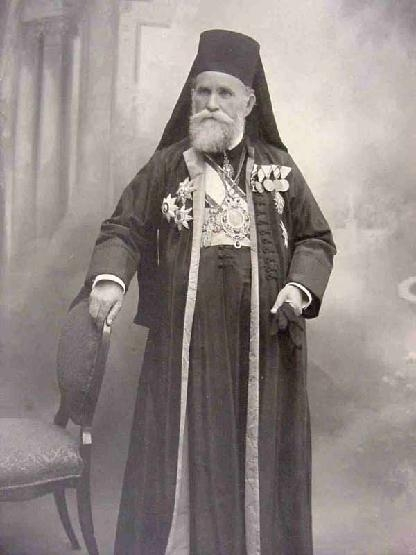
Metropolita Mitrofan Ban (1884-1920)

A Eparquia foi reorganizada durante o governo do Príncipe Danilo I (1852-1860), primeiro governante secular do recém-proclamado Principado de Montenegro. Os ofícios do príncipe governante e do metropolita foram separados, e a administração diocesana foi modernizada. O primeiro metropolita a ser eleito apenas como líder da Igreja foi Nikanor Ivanović em 1858. Ele foi deposto e exilado em 1860 pelo novo Príncipe Nikola (1860-1918), que estabeleceu um firme controle estatal sobre a administração da Igreja. Durante seu longo reinado, os metropolitas Ilarião Roganović (desde 1863) e Visarion Ljubiša (desde 1882) realizaram algumas reformas importantes da administração da Igreja. Em 1878, o Principado de Montenegro foi reconhecido como um Estado independente, e também foi ampliado, anexando a Velha Herzegovina e algumas outras regiões. Até aquela época, os cristãos ortodoxos da Antiga Herzegovina pertenciam a Metrópole da Herzegovina, centrada em Mostar, ainda sob o domínio otomano. Tal filiação diocesana não era mais sustentável, e para as regiões recém-anexadas foi criado um novo bispado, a Eparquia de Zahumlje e Raška, com Sé em Nikšić. Desde então, haviam duas eparquias em Montenegro: a antiga Metrópole, ainda centrado em Cetinje, e a recém-criada Eparquia de Zahumlje e Raška, centrada em Nikšić. Nenhuma província eclesiástica com corpos eclesiásticos conjuntos foi criada até 1904, sob o metropolita Mitrofan Ban (1884-1920), quando um Santo Sínodo foi estabelecido, formalmente constituído por dois bispos, mas por causa da longa vacância em Nikšić, não começou a funcionar até 1908.
Durante o longo reinado do príncipe e (a partir de 1910) do Rei Nikola I Petrović (1860-1918), que era um patriota sérvio, as aspirações políticas crescentes de seu governo incluíam não apenas a garantia do trono sérvio para sua dinastia, mas também a renovação do antigo Patriarcado sérvio de Peć. Por ocasião da elevação de Montenegro à categoria de Reino, em 1910, o primeiro-ministro de Montenegro, Lazar Tomanović, declarou: "A Metrópole de Cetinje é a única sé episcopal de São Sava que foi preservado sem interrupção até hoje e, como tal, representa o trono legítimo e descendente do Patriarcado de Peć." Tais aspirações foram fortalecidas após a libertação de Peć durante a bem-sucedida ampliação do território estatal de Montenegro em 1912, quando outra eparquia foi criada para vários territórios anexados que até então pertenciam à Eparquia de Raška e Prizren. Suas regiões anexas ao Montenegro foram reorganizadas como a nova Eparquia de Peć (1913). A partir desse momento, o Santo Sínodo começou a funcionar em plena capacidade, com três bispos.

### Na Iugoslávia (1918-2006)

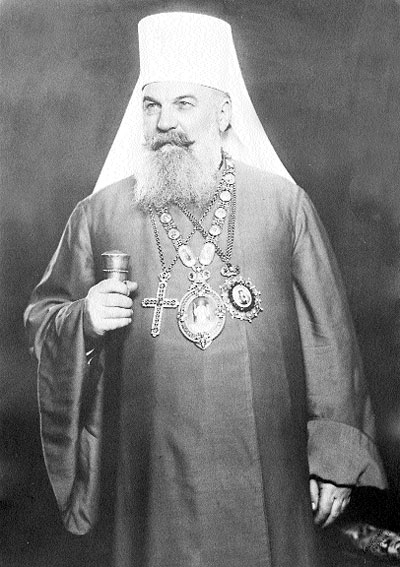
Metropolita Gavrilo Dožić (1920-1938), que mais tarde se tornou Patriarca Sérvio (1938-1950)

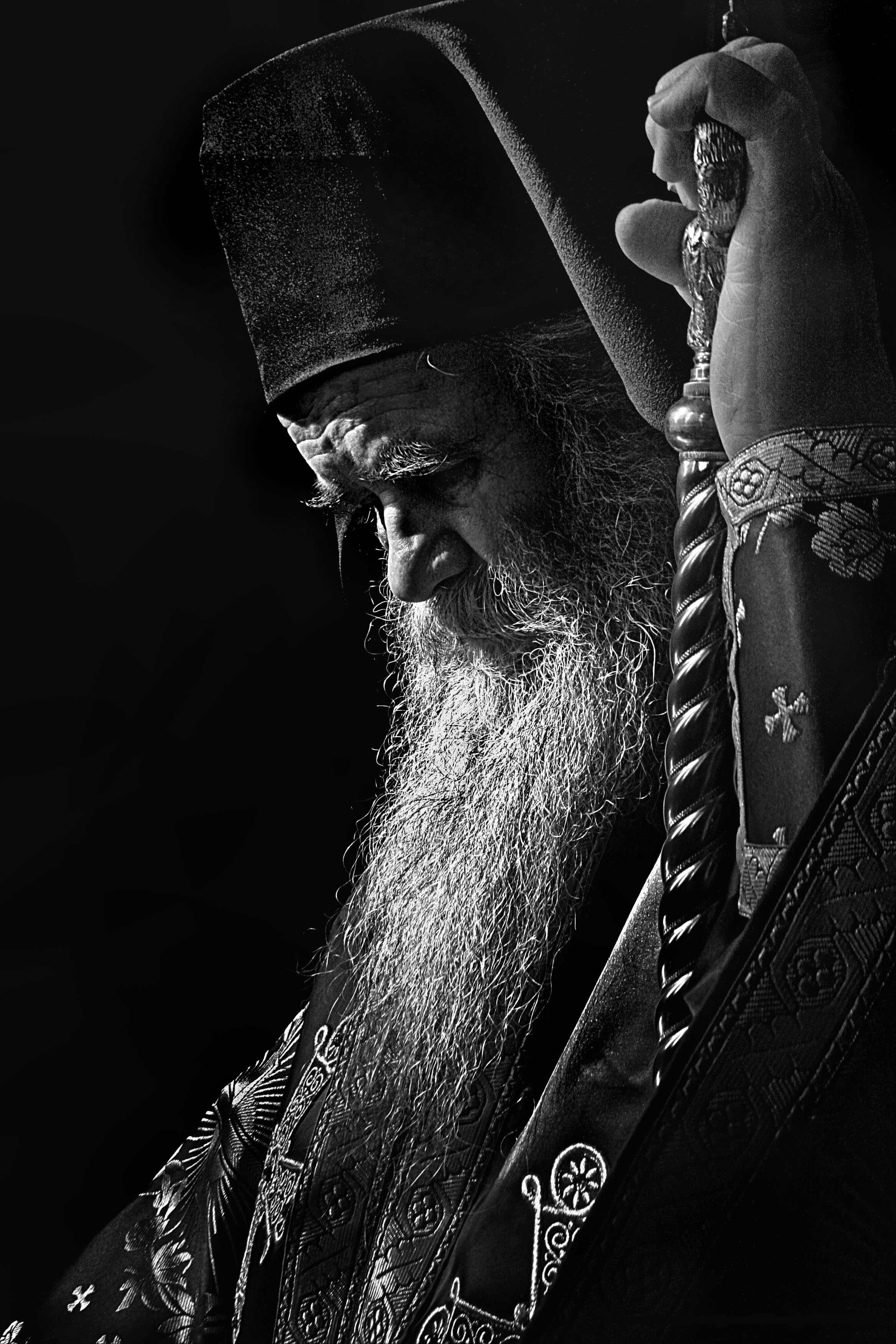
Metropolita Amfilohije Radović (1990-2020)

### História recente da Eparquia (2006–2020)
Na primavera de 2006, o referendo de independência foi realizado e Montenegro tornou-se um Estado soberano. Ao mesmo tempo, o Conselho Episcopal da Igreja Ortodoxa Sérvia decidiu formar um Conselho Episcopal regional para Montenegro, composto por bispos representando dioceses no território de Montenegro. Pela mesma decisão, o Metropolita de Montenegro e Litoral foi nomeado presidente do Conselho Episcopal regional. No outono de 2007, devido à doença e idade avançada do Patriarca sérvio Paulo Stojčević, o Metropolita Amflohije Radović de Montenegro foi nomeado Administrador do Trono Patriarcal, pelo Santo Sínodo da Igreja Ortodoxa Sérvia. O velho Patriarca Paulo morreu em 2009, e o metropolita Amfilohije continuou a administrar o trono patriarcal até a eleição do novo patriarca sérvio Irineu Gavrilović em 2010.
Desde que Montenegro se tornou um país soberano em 2006, após um referendo de independência apertado, as relações entre as autoridades estatais e a Metrópole tornaram-se cada vez mais complexas. Como um forte defensor do unionismo sérvio-montenegrino, o metropolita Amfilohije era visto como um oponente da recém proclamada independência montenegrina e, assim, uma nova dimensão política foi adicionada a várias disputas eclesiásticas. Uma dessas disputas estava relacionada a reivindicações e atividades de uma Igreja Ortodoxa Montenegrina separada, que foi criada em 1993 por um grupo de nacionalistas montenegrinos, mas nunca reconhecida como canônica. Nos anos seguintes, surgiram várias disputas, principalmente sobre a questão da legitimidade histórica e canônica e do controle efetivo sobre alguns objetos e propriedades da Igreja.
Em 2019, as relações com o Estado se deterioraram ainda mais quando as autoridades adotaram uma nova legislação sobre organizações religiosas, que foi interpretada pela Igreja Ortodoxa Sérvia como destinada a um possível confisco de propriedades da Igreja. Prolongadas manifestações públicas de massa se seguiram em apoio a Metrópole que duraram até a eleição parlamentar em agosto de 2020 e a perda do poder do Partido Democrático dos Socialistas de Montenegro (DPS).

### Desde 2020
Em 5 de setembro de 2021, o novo chefe da diocese, Joanício Mićović, que havia sido o Administrador da Metrópole desde 30 de outubro de 2020, foi entronizado no Mosteiro de Cetinje pelo Patriarca sérvio Porfírio Perić. A intenção da Igreja Ortodoxa Sérvia de realizar a cerimônia em um mosteiro histórico na cidade de Cetinje, antiga capital do país, exacerbou ainda mais as tensões políticas e étnicas em Montenegro e provocou protestos violentos em Cetinje.

## Metropolitas (Vladikas)
- Ilarião I (1220–1242)
- Joanício II (2020–presente)

## Monastérios

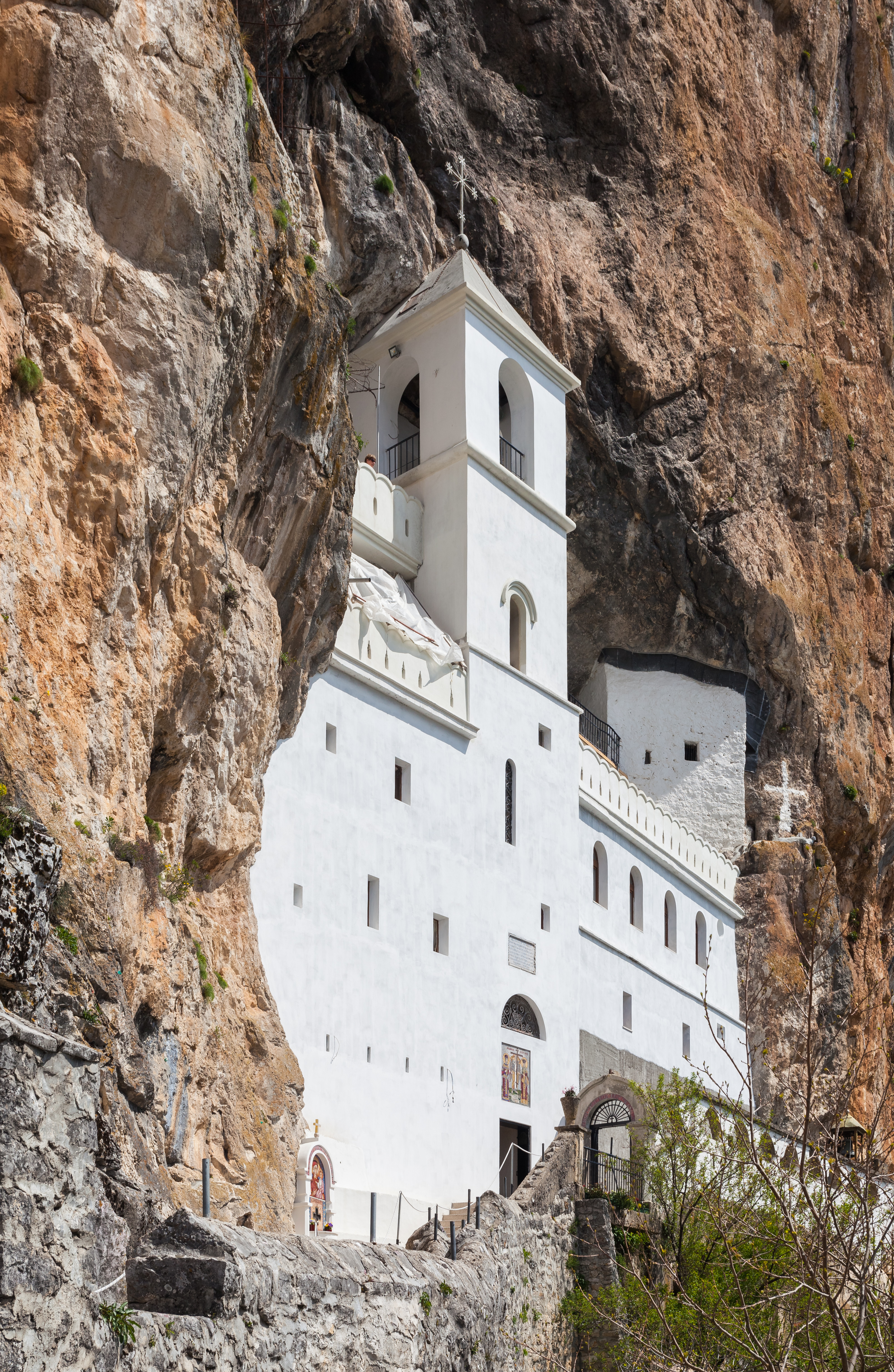
Igreja superior do Mosteiro Ostrog

A Metrópole tem os seguintes mosteiros:
- Banja
- Beška
- Vojnići
- Vranjina
- Gornji Brčeli
- Gradište
- Dajbabe
- Dobrska Ćelija
- Donji Brčeli
- Duga Moračka
- Duljevo
- Žanjica
- Ždrebaonik
- Kom
- Miholjska prevlaka
- Morača
- Moračnik
- Obod
- Orahovo
- Ostrog
- Podlastva
- Podmaine
- Podostrog
- Praskvica
- Prečista Krajinska
- Svetog Preobraženja
- Reževići
- Rustovo
- Savina
- Stanjevići
- Starčeva Gorica
- Ćelija Piperska
- Ćirilovac
- Cetinje